# Conus villepinii
Conus villepinii är en snäckart som beskrevs av P. Fischer och Bernardi 1857. Conus villepinii ingår i släktet Conus och familjen kägelsnäckor.

## Underarter
Arten delas in i följande underarter:
- C. v. villepinii
- C. v. fosteri

## Bildgalleri

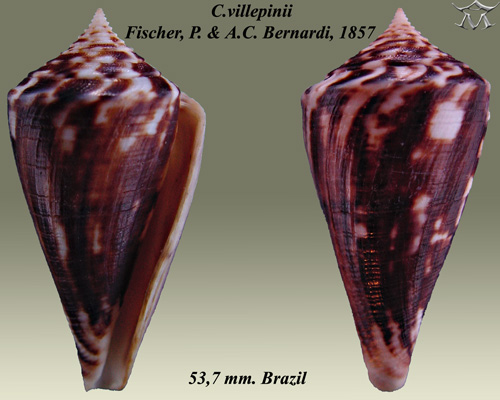